# 卡爾波什市鎮

所在位置

卡爾波什市鎮是北馬其頓的一個市镇，總面積105平方公里，2020年人口62,156人。
該市镇西臨薩拉伊市鎮和乔尔切彼得罗夫市镇，北接丘切尔桑代沃市镇，東北面是布泰尔市镇，東鄰查伊尔市镇、岑塔尔市镇和基塞拉沃達市鎮，南接索皮什泰市镇。

## 外部連結
- 官方网站